# Live in Colombia (video)
The Alan Parsons Symphonic Project Live in Colombia è un video di Alan Parsons di un concerto tenutosi a Medellín (Colombia) nel 2013 e pubblicato nel 2016.

## Descrizione
Il DVD comprende brani tratti dal repertorio realizzato da Alan Parsons assieme a Eric Woolfson con il The Alan Parsons Project. 

## Tracce
Testi e musiche di Eric Woolfson e Alan Parsons.
1. I Robot (I Robot - 1977) – 6:24 – Strumentale
2. Damned If I Do (Eve - 1979) – 4:33 –
3. Don't Answer Me (Ammonia Avenue - 1984) – 4:36 –
4. Breakdown (I Robot - 1977) – 4:04 –
5. The Raven (Tales of Mystery and Imagination - Edgar Allan Poe - 1976) – 2:51 –
6. Time (The Turn of a Friendly Card - 1980) – 5:29 –
7. I Wouldnt Want To Be Like You (I Robot - 1977) – 4:59 –
8. La Sagrada Familia (Gaudi - 1987) – 6:04 –
9. The Turn Of A Friendly Card (Part One) (The Turn of a Friendly Card - 1980) – 2:53 –
10. Snake Eyes (The Turn of a Friendly Card - 1980) – 3:00 –
11. The Ace Of Swords (The Turn of a Friendly Card - 1980) – 2:47 – Strumentale
12. Nothing Left To Lose (The Turn of a Friendly Card - 1980) – 4:34 –
13. The Turn Of A Friendly Card (Part Two) (The Turn of a Friendly Card - 1980) – 4:22 –
14. What Goes Up (Pyramid - 1978) – 4:37 –
15. Luciferama (Eve - 1979 • Eye in the Sky - 1982) – 5:21 – Strumentale
16. Silence And I (Eye in the Sky - 1982) – 7:46 –
17. Prime Time (Ammonia Avenue - 1984) – 8:12 –
18. Sirius (Eye in the Sky - 1982) – 2:12 – Strumentale
19. Eye in the Sky (Eye in the Sky - 1982) – 5:11 –
20. Old And Wise (Eye in the Sky - 1982) – 5:39 –
21. Games People Play (The Turn of a Friendly Card - 1980) – 4:54 –

Durata totale: 100:28

## Formazione

### Alan Parsons Live Project
- Alan Parsons – voce, chitarra acustica, tastiera
- P.J. Olsson – voce, chitarra acustica
- Alastair Greene - chitarra, voce
- Danny Thompson - batteria, voce
- Tom Brooks - tastiera, voce
- Guy Erez - basso, voce
- Todd Cooper - sassofono, chitarra, percussioni, voce

### Orchestra
- The Philharmonic Orchestra of Medellin
- Alejandro Posada - direttore d'orchestra

## Classifiche
| Nazione     | Miglior posizione in classifica | Settimane di permanenza |
| ----------- | ------------------------------- | ----------------------- |
| Paesi Bassi | 2º                              | 45                      |
| Svizzera    | 2º                              | 6                       |